# Sandra Hernández (calciatrice)
Sandra Hernández Rodríguez (Las Palmas de Gran Canaria, 25 maggio 1997) è una calciatrice spagnola, attaccante del Granadilla Tenerife.
In carriera ha inoltre vestito le maglie delle nazionali giovanili spagnole Under-17, con la quale fu vicecampione d'Europa a Inghilterra 2014 e vicecampione ai Mondiali della Costa Rica 2014, Under-19, vicecampione d'Europa a Israele 2015 indossando la fascia di capitano, e Under-20.

## Carriera

### Nazionale
Sandra Hernández viene convocata nella nazionale spagnola Under-17 affidata al tecnico Jorge Vilda, debuttando il 3 settembre 2012 nella partita vinta 8 a 0 contro le pari età delle Fær Øer in occasione del primo turno di qualificazione all'edizione 2013 degli Europei di categoria.
Nel 2015 Vilda la inserisce in rosa con la formazione Under-19 che affronta le qualificazioni agli Europei di categoria di Israele 2015. Superata agevolmente le eliminatorie approda alla fase finale, condividendo con le compagne la finale del 27 luglio 2015 allo Stadio Netanya di Netanya persa 3-1 con le avversarie della Svezia e, grazie a questo risultato, garantendosi l'accesso al Mondiale Under-20 di Papua Nuova Guinea 2016. Con le rosse U-19, nei soli tornei UEFA, realizza 8 reti su 16 presenze.
Hernández gioca tutti i quattro incontri disputati dalla Under-20 nel torneo, i tre nella fase a gironi, realizzando la rete con cui il 16 novembre 2016 le spagnole superano il Giappone, e quello dei quarti di finale dove la squadra viene eliminata dalla Corea del Nord ai supplementari.
Passato alla guida della nazionale maggiore, Vilda la inserisce nella rosa delle giocatrici impegnate nella prima esperienza alla Cyprus Cup della Spagna, l'edizione 2018, dove festeggia con le compagne la conquista della coppa battendo in finale le avversarie dell'Italia.

## Palmarès

### Club
- Coppa della Regina: 1

Barcellona: 2017

### Nazionale
- Cyprus Cup: 1

2018